# Tommy Gregory Thompson
Tommy Gregory Thompson é um caçador de tesouros americano conhecido pelo seu papel de liderança na descoberta dos destroços do SS Central America em 11 de setembro de 1988. Ele também é o autor de um livro sobre a  mesma descoberta, America's Lost Treasure, publicado em 1998,  e é uma personagem principal do livro de não ficção best-seller de 1998 , Ship of Gold in the Deep Blue Sea, de Gary Kinder .